# العلاقات البنغالية التركية
تشير العلاقات البنغلاديشية التركية إلى العلاقات الثنائية بين بنغلاديش وتركيا. وكلا البلدين عضوان في حركة عدم الانحياز ومنظمة التعاون الإسلامي. لتركيا سفارة في داكا، ولبنغلاديش سفارة في أنقرة وقنصلية في اسطنبول.